# 池田香代子
池田 香代子（いけだ かよこ、1948年12月21日 - ）は、日本のドイツ語翻訳家、社会運動家。

## 経歴
東京都杉並区生まれ、東京都杉並区在住。東京都立西高等学校時代は「授業をサボッて映画を観に行くような映画少年映画少女の一人だった。」と語っている。同校卒業後、東京都立大学人文学部ドイツ文学科へ入学。種村季弘に師事し、1971年に卒業。種村からの紹介で大学時代からドイツ文学の翻訳アルバイトを始めた。
その後、30歳を目前に夫池田信雄（当時名古屋大学教養部講師）の旧西ドイツ公費（ドイツ学術交流会等）による留学に三人の息子（当時1、3、5歳）を連れて同行。自身も大学に入学した。この頃、矢川澄子（当時澁澤龍彦の妻で、種村の友人）が紹介した編集者よりグリム童話の翻訳の依頼を受けたのがグリム童話との出会い。帰国後は文学活動に入る。
グリム童話の翻訳をライフワークとしながら（なお、これについて本人は否定している）、トルコ人のドイツ語作家アキフ・ピリンチの『猫たちの森』の翻訳により第1回日独翻訳賞を受賞。1995年に、ヨースタイン・ゴルデル著『ソフィーの世界』ドイツ語版からの重訳をNHK出版より発表。映画「ベルリン・天使の詩」などのドイツ映画の字幕も担当している。
2001年、『世界がもし100人の村だったら』をC・ダグラス・ラミスと再話・翻訳。マガジンハウスから出版し話題となった。翻訳の仕事の他、東京女子大学、中央大学、NHKラジオ第2放送外国語講座の講師を務めた。
近年はYouTube番組である『デモクラシータイムス』に出演している。

## 発言や活動
- 平和・民主・革新の日本をめざす全国の会（全国革新懇）代表世話人を務めている。
- 世界平和アピール七人委員会の一人で社会運動家として知られている。
  - 2014年4月24日付で委員の辞任が委員会Webサイトにて発表される[9]。
- 教育基本法や憲法の改正に反対している[10]。
- ピースボートのシンポジウムに参加したことがある[11]。
- ヘイトスピーチの「流行」には毅然とした態度で立ち向かうべきだと主張している[12]。
- 2014年4月、Twitterに「あ　べ　し　ね」とツイートを投稿した。フォロワーなどから批判を受けてこのツイートは削除されたが、後日、「おはようございます。反省してます。これからは甘党を目指し、シュガーの『ウエディングベル』で行きます。♪くたばっちまえ　アーベ」と、ツイートを投稿。「あべ」が首相の安倍晋三を指すのか？という質問に対して、池田は「あべ」が具体的に誰を指すのか特定していない。池田は18日には「おかげで私と意見を事にする人がいっぱいフォローして下さった」と好意的に自己解釈している[13]。

### 原発関連
- 2014年東京都知事選挙において、候補である宇都宮健児の応援演説に駆けつけ、「脱原発以外は白紙委任という『シングル・イシュー』は怖い。具体的な政策を知っている人に任せたい」と述べたという[14]。
- 池田は福島第一原発事故の後はエートスに賛同する立場で、被災地に対する風評被害を払拭し被災地の復興と被災者の早期帰還のために市民活動を精力的に行うとしており、広河隆一が編集長をしているDAYS JAPANの賛同人である[15]。
- 池田は2013年7月に実施された参院選の直前に東京選挙区から出馬していた山本太郎に対して「デマッター」と発言し、参院選の際に山本太郎に投票しないよう訴えた[16]。

## 著書

### 単著
- 『哲学のしずく』 河出書房新社 1997
- 『魔女が語るグリム童話 正続』　洋泉社 1998　のち宝島社文庫
- 『子どもにはまだ早いグリム童話 淫らでアブナいメルヒェンの毒』 光文社〈カッパ・ブックス〉 1999
- 『世界がもし100人の村だったら』（再話）C・ダグラス・ラミス対訳 マガジンハウス 2001
- 『花ものがたり』 毎日新聞社 2002
- 『世界がもし100人の村だったら 2』 マガジンハウス 2002
- 『世界がもし100人の村だったら 3(たべもの編)』 マガジンハウス 2004
- 『世界がもし100人の村だったら 4(子ども編)』 マガジンハウス 2006
- 『世界がもし100人の村だったら 完結編』 マガジンハウス 2008
- 『引き返す道はもうないのだから』かもがわ出版 2013

### 共著
- 『11の約束 えほん教育基本法』 伊藤美好 (共著) ほるぷ出版 2005
- 『黙っていられない 〈いのち〉と〈平和〉を考える18通の往復書簡』 鎌田實 (共著) マガジンハウス 2007
- 『脱・同盟時代』かもがわ出版 2011
- 『憲法九条は私たちの安全保障です。』 梅原猛・大江健三郎・奥平康弘・澤地久枝・鶴見俊輔・金泳鎬・阪田雅裕(共著) 岩波書店 2015
- 『福島再生』かもがわ出版 2013
- 『マルクスの心を聴く旅　若者よ、マルクスを読もう（番外編）』内田樹・石川康宏（共著） かもがわ出版 2016
- 『しあわせになるための「福島差別」論』 かもがわ出版 2018
- 『花岡の心を受け継ぐ』かもがわ出版 2021
- 有田芳生、池田香代子、内田樹、木戸衛一、佐々木寛、津田大介、中北浩爾、中沢けい、浜矩子、古谷経衡『希望の共産党 期待こめた提案』あけび書房、2023年1月19日。ISBN 978-4871542265。
- 五野井郁夫、池田香代子『○○○○[注 1]と日本の「失われた30年」』集英社〈集英社インターナショナル〉、2023年3月24日。ISBN 978-4797674279。

## 論文
- 国立情報学研究所収録論文 国立情報学研究所.2010.05.27.閲覧。

## 翻訳

### ノンフィクション
- 『写真と芸術 接触・影響・成果』オットー・シュテルツァー、福井信雄 (共訳)、フィルムアート社、1974
- 『パブロ・カザルス鳥の歌』ジュリアン・ロイド・ウェッバー (編)、筑摩書房、1989。のち文庫
- 『ユーゲントシュティール絵画史 ヨーロッパのアール・ヌーヴォー』ハンス・H・ホーフシュテッター、種村季弘 (共訳)、河出書房新社 1990
- 『伝記モーツァルト その奇跡の生涯』ブリギッテ・ハーマン、偕成社 1991
- 『空飛ぶベラ マルク・シャガールとの出会い』ベラ・シャガール 、柏書房 1994
- 『やさしいことばで日本国憲法 for peace-loving people』新訳条文+英文憲法+憲法全文、マガジンハウス 2002
- 『すべての子どもたちのために 子どもの権利条約』キャロライン・キャッスル、ほるぷ出版 2003

### フィクション
- 『こうのとりになったカリフ』 ウィルヘルム=ハウフほか、講談社〈世界のメルヘン11 ドイツ童話 〉1981
- 『アルプスの少女』 スピリ、小学館 1982
- 『おしろレストラン』クルト・バウマン、文化出版局 1982
- 『ばらになった王子』クレメンス・ブレンターノ、冨山房 1983
- 『くるみ割り人形』ホフマン、小学館 1983
- 『ライン河と粉ひき ラートラウフの物語』ブレンターノ、国書刊行会 〈ドイツ・ロマン派全集 第4巻〉1984
- 『グリム童話集』1-4、講談社青い鳥文庫、1985
- 『左ききの女』ペーター・ハントケ、同学社 1990
- 『少年の魔法の角笛』(抄) アルニム、ブレンターノ、矢川澄子(共訳)、国書刊行会 〈ドイツ・ロマン派全集 第14巻〉1990
- 『ハンガリー綺譚・カスペルとアンネル』ブレンターノ、国書刊行会〈ドイツ・ロマン派全集 第14巻〉1990
- ステファン=ボルフ、偕成社〈こちらB組探偵団〉1990–1991
  - 『2ペンス切手のゆくえ』1990
  - 『虎よ、にげろ』1990
  - 『ようこそ、幽霊くん』1991
- 『ヴァレンカのちいさな家』ベルナデッテ・ワッツ、ほるぷ出版 1992
- 『雨のぼうやフロリーノ』バルバラ・ハウプト、ほるぷ出版 1992
- 『悪魔のほくろ』 ロルフ・ヴィルヘルム・ブレードニヒ (編)、真田健司 (共訳)、白水社〈ヨーロッパの現代伝説〉1992。のちＵブックス
- 『ジャンボジェットのネズミ』ブレードニヒ (編)、鈴木仁子 (共訳)、白水社〈ヨーロッパの現代伝説〉 1993
- 『一つよけいなおとぎ話 グリム神話の解体』ジョン・M・エリス、薩摩竜郎 (共訳)、新曜社 1993
- 『大人のためのグリム童話』ヤーノシュ、宝島社 1994。のち文庫
- 『ダンスのすきな悪魔』ヴァツラフ・ポコルニー、宝島社 1994
- 『猫たちの聖夜』アキフ・ピリンチ、早川書房 1994。のち文庫
- 『まるさんかくしかく かたちあそびのほん』クヴィエタ・パツォウスカー、ほるぷ出版 1995
- 『ともだち』ヘルメ・ハイネ、ほるぷ出版 1996
- ヨースタイン・ゴルデル、日本放送出版協会 1996–2005
  - 『ソフィーの世界 哲学者からの不思議な手紙』1996
  - 『アドヴェント・カレンダー 24日間の不思議な旅』1996
  - 『ハロー？』1997
  - 『フローリアの「告白」』1998
  - 『鏡の中、神秘の国へ』1997
  - 『マヤ』2005
- 『猫たちの森』アキフ・ピリンチ、早川書房 1996
- 『みんなぼくのもの！』ネーレ・モースト、西村書店 1998
- 『こわがりトミー』クラウス・バウムガート、西村書店 1998
- 『こうもりくん』ゲルダ・ヴァーゲナー、徳間書店 1998
- 『盗賊の森の一夜 メルヒェン集』ヴィルヘルム・ハウフ、岩波文庫 1998
- 『ローラのクリスマス』クラウス・バウムガート、西村書店 1998
- 『三文オペラに恋して』エレーヌ・ファインスタイン、晶文社 1998
- 『あなたが知らなかったギリシア神話』ミヒャエル・ケールマイアー、河出書房新社 1999
- 『動物会議』エーリヒ・ケストナー、岩波書店 1999
- 『夢奇譚』アルトゥル・シュニッツラー、文春文庫 1999
- 『少年の魔法のつのぶえ ドイツのわらべうた』ブレンターノ、アルニム、矢川澄子共訳、岩波少年文庫 2000
- 『グリム童話 1-5』講談社〈完訳クラシック〉2000。のち文芸文庫
- 『子どもの心をいやす魔法のメルヘン』アンゲリーネ・バウアー、鈴木仁子共訳、主婦の友社 2001
- 『夜と霧』ヴィクトール・E・フランクル、みすず書房 2002
- 『白鳥の湖』ピョートル・チャイコフスキー、リスベート・ツヴェルガー再話、ノルドズッド・ジャパン 2003
- 『カーリンヒェンのおうちはどこ？』アンネゲルト・フックスフーバー、一声社 2004
- 『くるみ割り人形』 E・T・A・ホフマン BL出版 2005

### 文庫版
エーリヒ・ケストナー、岩波少年文庫
- 『エーミールと探偵たち』2000
- 『エーミールと三人のふたご』2000
- 『点子ちゃんとアントン』 2000
- 『ふたりのロッテ』2006
- 『飛ぶ教室』2006

### SF小説
- 〈宇宙英雄ペリー・ローダン・シリーズ〉ハヤカワ文庫
  - 『ケンタウルスの襲撃』ハンス・クナイフェル、H・G・エーヴェルス、1995
  - 『聖なる島への旅路』クラーク・ダールトン、ウィリアム・フォルツ、1995
  - 『タイタン遠征隊』エーヴェルス、1996
  - 『囚われの〈マルコ・ポーロ〉』 クナイフェル、1997
  - 『大家臣の目覚め』フォルツ、クナイフェル、1998
  - 『真正ガンヨの座』フォルツ、クナイフェル、1998
  - 『特務隊長グッキー』クラーク・ダールトン、H・G・エーヴェルス、1998
  - 『黄色い偽神の船』ダールトン、クナイフェル、1999
  - 『光の泡の囚人』　フォルツ、エーヴェルス、1999
  - 『銀河間集結ポイント』ダールトン、クナイフェル、1999
  - 『重星系モリル=モリマ』クナイフェル、ダールトン、1999
  - 『ヴァスカロの撤退』エーヴェルス、ダールトン、1999
  - 『傭兵の星』フォルツ、エーヴェルス、2000
  - 『パニック・フィールド突破！』ダールトン、エーヴェルス、2001
  - 『テラナーとサイノス』クナイフェル、エーヴェルス、天沼春樹 (共訳)、2001
  - 『黒い悪魔』フォルツ、2001
  - 『惑星コクーンの免疫者』ダールトン、エルンスト・ヴルチェク、2001
  - 『〈マルコ・ポーロ〉強行出撃！』ヴルチェク、フォルツ、2001
  - 『偽装作戦発動！』フォルツ、ヴルチェク、2001
  - 『テラの剣闘士』クナイフェル、ダールトン、2002

## 出演
- デモクラTV（YouTube）
- デモクラシータイムス（YouTube）
- ポリタスTV（YouTube）